# AmaZulu Durban
 Der AmaZulu Football Club, oftmals abgekürzt mit AmaZulu FC, ist ein südafrikanischer Fußballverein aus Durban, der im deutschsprachigen Raum auch als AmaZulu Durban bekannt ist.

## Geschichte
Der Klub gründete sich Anfang der 1930er Jahre unter dem Namen Zulu Royal Conquerors. Nach einem Spiel vor den Augen des damaligen Zulu-Königs Solomon entschied dieser, den Klub in Zulu Royals umzubenennen. Es dauerte jedoch bis in die 1970er Jahre, ehe der Klub unter dem Namen Zulu Royals United offiziell registriert wurde. 1971 rückte der Klub schließlich als Ersatz für die African Wanderers in die National Professional Soccer League auf. Die Mannschaft dominierte auf Anhieb die Meisterschaft und gewann 1972 den Titel. Im Zeichen des Erfolges zerbrach jedoch die Gemeinschaft und der Trainer und einige Spieler verließen den Klub, der sich fortan AmaZulu Football Club nannte.
1985 qualifizierte sich der AmaZulu FC für die neu formierte National Soccer League, in der er sich zunächst im vorderen Ligabereich etablierte. Gegen Ende des Jahrzehnts rutschte die Mannschaft in den mittleren Ligabereich ab. 1995 belegte der Klub vor den African Wanderers und Rabali Blackpool den letzten Nichtabstiegsplatz und qualifizierte sich somit für die neu geschaffene Premier Division. In den folgenden Jahren etablierte sich die Mannschaft in der ersten Liga, belegte aber reihenweise nur Plätze im hinteren Mittelfeld.